# Tabwemasana
Il monte Tabwemasana è una montagna di Vanuatu, paese del quale costituisce la massima elevazione

## Geografia
Collocato sulla costa occidentale dell'isola di Espiritu Santo, il monte Tabwemasana, con i suoi 1879 metri di quota, oltre che essere la montagna più alta di Vanuatu è anche uno dei massimi rilievi dell'intero Oceano Pacifico.
Dalla sua cima si gode di uno spettacolare panorama sul mar dei Coralli. La sommità della montagna è costituita da due picchi vicini che secondo una leggenda del posto sarebbero uno di natura maschile e l'altro femminile, e la notte si accosterebbero tra loro.

## Accesso alla cima
Fino agli anni Settanta del Novecento alle pendici della montagna esisteva in villaggio, quello di Kerepua. Per raggiungerlo dalla costa dell'isola era necessario un giorno di marcia in un ambiente di fitta foresta pluviale. Alla fine degli anni Settanta la popolazione è però stata ricollocata nella zona costiera, come quella di altri villaggi di montagna. Alcuni degli abitanti offrono rifornimenti e sono disponibili a fare da guide a chi desidera raggiungere la cima della montagna. Si tratta comunque di pochi turisti all'anno, sia per i problemi logistici nell'avvicinamento alla base di partenza sia per le difficoltà oggettive della salita, che richiede comunque un buon allenamento e una guida locale data la facilità di perdere il sentiero.